# Live in Concert: God's Not Dead
Live In Concert: God's Not Dead é o quarto álbum ao vivo da banda de Pop Rock Newsboys, lançado em 23 de outubro de 2012.
O repertório do álbum conta com hinos de adoração em uma rolpagem moderna, bem como, várias canções de adoração originais e outras nunca antes lançadas, além de músicas do álbum Born Again.

## Faixas
1. "Escape"
2. "Born Again"
3. "Something Beautiful"
4. "The King Is Coming"
5. "Your Love Never Fails"
6. "Here We Stand"
7. "He Reigns"
8. "Nothing But the Blood of Jesus"
9. "Mighty to Save"
10. "Save Your Life"
11. "Miracles"
12. "Jesus Freak"
13. "God's Not Dead Message"
14. "God's Not Dead (Like a Lion)"
15. "Revelation Song"

## Banda
- Michael Tait - vocal
- Jody Davis - guitarra, vocal
- Jeff Frankenstein - teclado, baixo, vocal
- Duncan Phillips - bateria, percussão